# Asnans-Beauvoisin
Asnans-Beauvoisin – miejscowość i gmina we Francji, w regionie Burgundia-Franche-Comté, w departamencie Jura.
Według danych na rok 1990 gminę zamieszkiwało 581 osób, a gęstość zaludnienia wynosiła 36 osób/km² (wśród 1786 gmin Franche-Comté Asnans-Beauvoisin plasuje się na 274. miejscu pod względem liczby ludności, natomiast pod względem powierzchni na miejscu 178.).